# 6. Juli Banken
6. Juli Banken (officielt navn Banken af 6. juli 1974) var en dansk bank med hovedsæde i København.
Banken oplevede en betydelig vækst i midten af 1980'erne blandt andet i forbindelse med store udlån til spekulation i blandt andet ejendomme samt løfter om ganske høje indlånsrenter. 
Banken trådte imidlertid i betalingsstandsning i marts 1987, da Finanstilsynet stillede krav om yderligere hensættelser på bankens engagementer. Betalingsstandsningen blev indledningen til en række spektakulære danske bankkrak i den sidste del af 1980'erne. 
På daværende tidspunkt var der ikke etableret en indskydergarantifond, hvorfor indståendet på bankens ca. 20.000 indlånskonti var helt eller delvist tabt for indskyderne, hvis der ikke blev fundet en ordning. Under betydelig bevågenhed fra offentligheden og folketingspolitikerne pågik i flere måneder diverse bestræbelser på at redde indskydernes penge. Resultatet af disse bestræbelser blev, at Nationalbanken – og derved i realiteten skatteyderne – stillede ansvarlig kapital og likviditetsstøtte til rådighed for Sydbank på favorable vilkår, hvorefter der kunne etableres en ordning, hvorefter Sydbank overtog 6. Juli Bankens aktiviteter og indskyderne kunne få dele af deres indskud i banken udbetalt. Med i redningsaktionen var tillige to øvrige store kreditorer i boet, Kreditforeningen Danmark (senere Realkredit Danmark) og Nykredit.
Bankens krak medførte, at der blev rejst straffesager mod bankens ledelse, og bankens bestyrelsesformand og direktør blev begge efterfølgende idømt fængselsstraffe som følge af forløbet, der havde ledt til bankens krak. Bankens revisorer blev idømt bøder for forsømmelighed, og den ene af revisorerne blev frakendt revisorbeskikkelsen for en periode på 5 år. 